# كازوهيتو موتشيزوكي
كازوهيتو موتشيزوكي (باليابانية: 望月 一仁) (1 ديسمبر 1957 في شيزوكا في اليابان – )؛ هو لاعب كرة قدم ياباني سابق كان يلعب كمهاجم.

## وصلات خارجية
- J.League Data Site (باليابانية)